# Алкестида

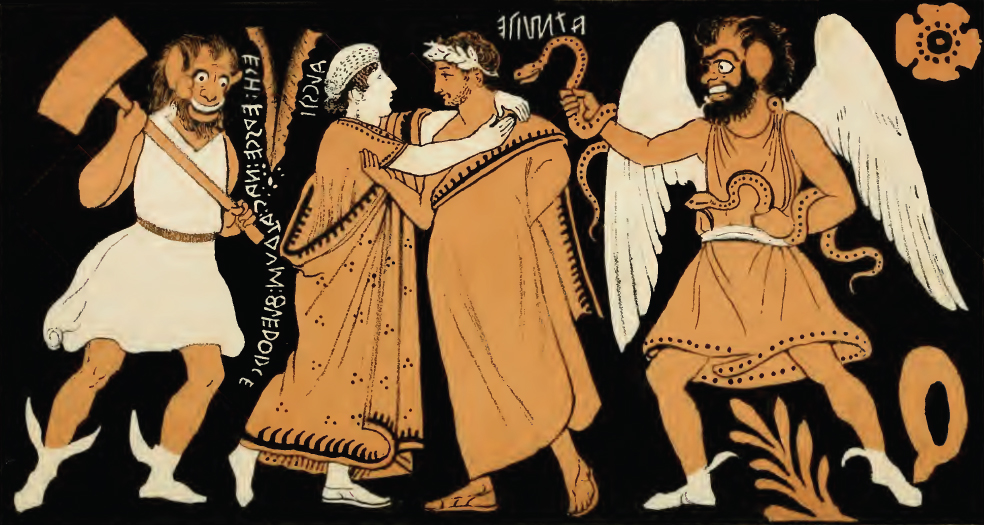
Прощание Алкестиды с Адметом. Этрусская краснофигурная вазопись.

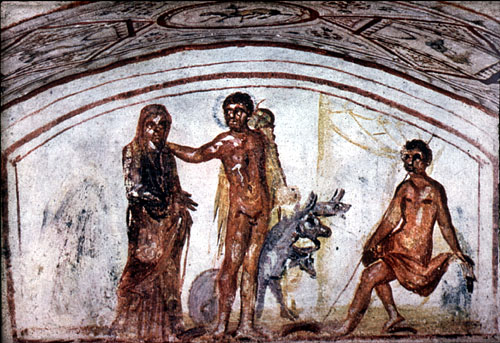
Алкестида в Аиде. Римская фреска.

Алкестида (др.-греч. Ἄλκηστις, встречаются варианты Алке́ста, Альке́ста, Альце́ста) — в древнегреческой мифологии одна из Пелиад, дочь царя Иолка Пелия и Анаксибии, жена царя города Феры (Фессалия) Адмета.

## История
Пелий соглашался отдать дочь в жёны только в том случае, если жених запряжёт в колесницу льва и вепря. С помощью Аполлона Адмет выполнил это условие. Алкестида — единственная из дочерей не принимала участия в убийстве Пелия.
Чтобы отсрочить смерть Адмета, Алкестида согласилась сойти вместо мужа в Аид. Геракл, который отправился сражаться с Диомедом фракийцем[прояснить] и гостил в то время у Адмета, отбил Алкестиду на могиле у Танатоса (в другом изложении, сумел освободить из Аида) и возвратил её Адмету.
В позднейших версиях мифа богиня Персефона, возмущённая несправедливостью, возвращает её к жизни. По рационалистическому истолкованию, Акаст воевал с Адметом и требовал её выдачи, чтобы отомстить за Пелия, но Геракл разбил войско Акаста.
Мать Евмела, сражавшегося у Трои, и Перимелы, в одной из версий мифа жены Аргуса, матери Магнета и Македона.
В основном этот миф известен в изложении Еврипида (трагедия «Алкеста»). Действующее лицо несохранившихся трагедий Фриниха, Софокла и Акция «Алкестида», комедии Антифана «Алкестида». Образ Алкестиды часто использовался в живописи, скульптуре и музыкальных произведениях.

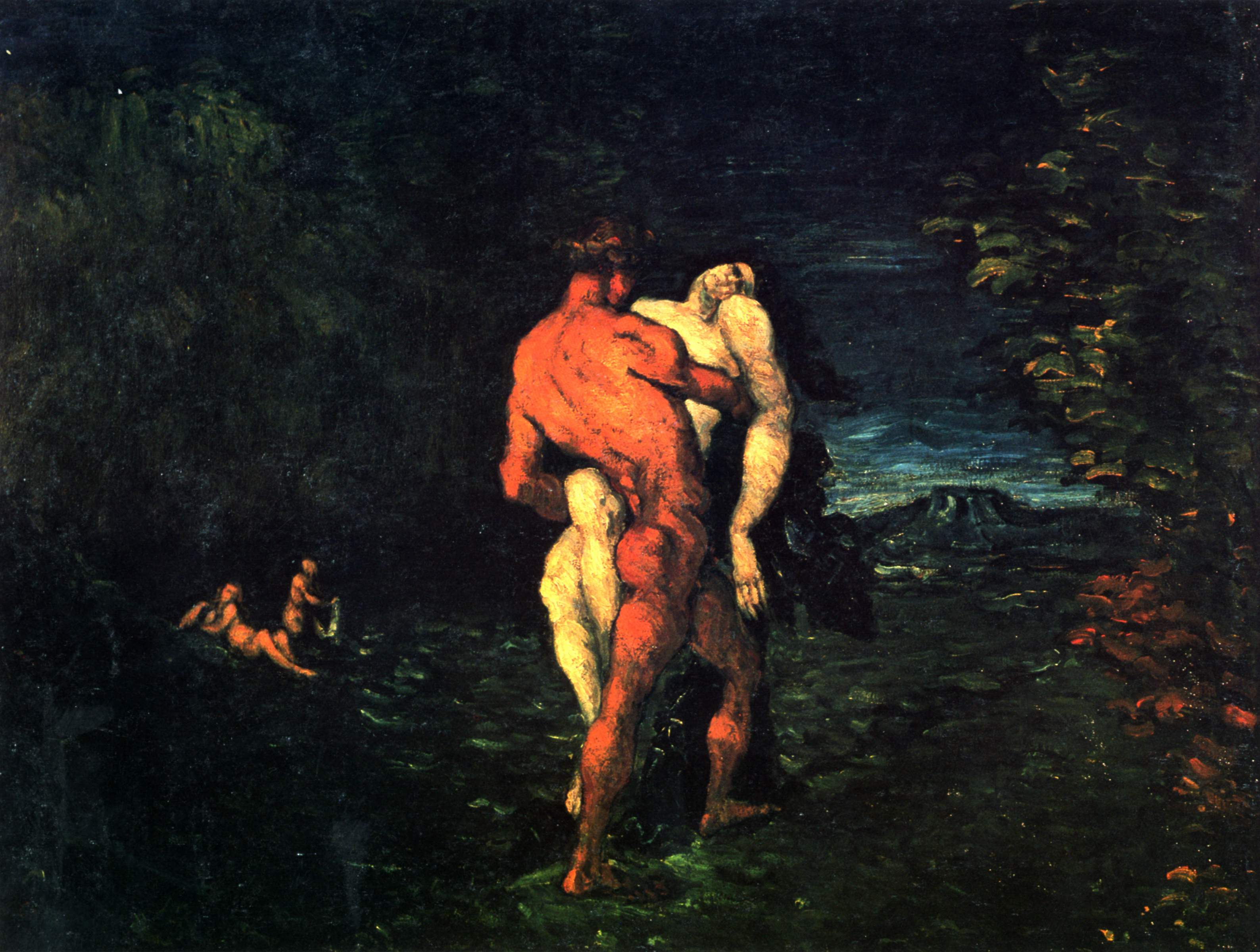
Поль Сезанн. «Геракл выносит Алкестиду из Аида». 1867 г.

## Образ в культуре
Литература и театр
- Трагедия Еврипида Алкеста (438 год до н. э.)
- Стихотворение Рильке Алкеста (1907)
- Драма Гофмансталя Алкеста (1911)
- Драма Перес Гальдоса Алкеста (1914)
- Драма Торнтона Уайлдера Жизнь в солнечном свете (1955, позднее — Алкестиада, 1962)
- Либретто Франца Фюмана Алкеста (1989)

Изобразительное искусство
- Иоганн Генрих Тишбейн Старший Адмет оплакивает Алкесту и Геракл выносит Алкесту из царства мертвых и возвращает её Адмету (обе — 1780)
- Пьер Перон Смерть Алкесты (1785)
- Ангелика Кауфман Смерть Алкесты (1790)
- Поль Сезанн Геракл выносит Алкесту из Аида (1867)

Музыка
- Музыкальная трагедия Люлли Алкеста (1674)
- Опера Генделя Адмет (1727)
- Опера Раупаха по либретто Сумарокова Альцеста (1758)
- Опера Глюка Альцеста (1767)
- Балет Марты Грэм Алкеста (1960)
- Моно-опера (монодрама) Владимира Генина Alkestis (2015) на текст  Р. М. Рильке, премьера 2023 в Концертном зале им. Пьера Булеза в Берлине

Кинематограф
- Мультфильм Геракл у Адмета (1986).

Астрономия
В честь Алкестиды назван астероид (124) Алькеста, открытый в 1872 году.